# Bluff (pel·lícula)
Bluff és una pel·lícula colombiana del 2007, escrita i dirigida per Felipe Martínez Amador.

## Sinopsi
Nicolás, un fotògraf reeixit d'una revista, troba a la seva casa a la seva promesa, Margarita, a punt de ser-li infidel amb l'amo de la revista, Pablo Mallarino. Pablo acomiada Nicolás, la seva promesa el fa fora i la seva vida dona un gir inesperat. Sense un pes a la butxaca i emocionalment infringit, jura venjar-se i fa xantatge al seu excap. No obstant això, Nicolás es veu sorprès quan Pablo li ofereix una proposta impensable.

## Repartiment
- Federico Lorusso	...	Nicolás
- Víctor Mallarino	...	Pablo Mallarino
- Catalina Aristizábal	...	Margarita
- Luis Eduardo Arango	...	Walter Montes
- Carolina Gómez	...	Alexandra
- Felipe Botero	...	Ricardo Perez
- Verónica Orozco	...	Rosemary
- Juan Felipe Cano	...	Empleado Motel

## Premis Nacionals
- Producció de Llargmetratges-Fons per al Desenvolupament Cinematogràfic.[1]

## Premis Internacionals
- Premi del Públic-Festival de Cinema de Miami-EUA-2007
- Tous els Cinémas du Monde-Cannes Festival-França-2007[1]